# Сима Гуан
Сима Гуан (司马光, 17 листопада 1019 —1086) — китайський політик, письменник, історик часів династії Сун.

## Життєпис
Народився 17 листопада 1019 року у с. Сушуй повіту Ся області Шаньчжоу (сучасна провінція Шеньсі). Син Сима Чі, провінційного високопосадовця. Отримав гарну освіту. У 1039 році успішно здав двірцевий іспит й отримав вище вчене звання цзіньши. Після цього був прийнятий до академії Ханлінь. Займався вивченням історії за імператора Жень-цзуна. За ініціативи Сима Гуан у 1066 році вийшов імператорський наказ про складання нової історії Китаю. Становище Сима Гуана при імператорському майже не змінилося й при наступних імператорах Їн-цзуні та Шень-цзуні. За останнього Сима Гуан отримав почесне звання наставника імператора та його «дзеркала».
Втім з призначенням у 1070 році Ван Аньши канцлером Сима Гуан рішуче виступив проти його реформ, ставши лідером консерваторів. Втім незважаючи на політичну боротьбу, продовжував складання великої історії країни. У 1071 році для запобігання конфліктів при вдорі Сима Гуана призначено префектом м. Лоян.
Після повалення Ван Аньши у 1075 році Сима Гуан повернувся до столиці Кайфен, де отримав титул бо (графа) Веньго. У 1085 році стає канцлером імперії. Провів аграрну реформу шляхом передачі в оренду імператорських земель, що сприяло новому економічному підйому. Свій статус він зберіг й при наступному імператорі Чже-цзуні, отримав посмертне ім'я Веньчжень.

## Наукова діяльність
Він відповідав за складання великої історичної праці «Цзичжи тун цзянь» («Загальне свічадо, що удопомагає правлінню»). Ця робота тривала з 1066 до 1084 року. Крім того, склав інші історичні нариси, зокрема "Спрощена версія «Цзи чжи тун цзянь» з 80 сувоїв-цзюанів, «Цзі гулу» («Літопис давнини» з 20 сувоїв-цзюанів.
Також займався лексикографією. Він багато зробив для нового редагування великих словників Юпіан (складено за часів династії Лян) та «Циун», значно їх вдосконаливши.